# Purumitra grammica
Purumitra grammica är en spindelart som först beskrevs av Simon 1893.  Purumitra grammica ingår i släktet Purumitra och familjen krusnätsspindlar. Inga underarter finns listade i Catalogue of Life.